# Чернино
Че́рнино (рос. Чернино) — присілок у складі Нікольського району Вологодської області, Росія. Входить до складу Нікольського сільського поселення.

## Населення
Населення — 89 осіб (2010; 137 у 2002).
Національний склад (станом на 2002 рік):
- росіяни — 99 %